# 交錯配列法
交錯配列法（こうさくはいれつほう、または交差配列法、交錯配語法、交差配語法、交差対句法など。英語：chiasmus, キアスムス、キアスマス、カイアズマス）とは、お互いに関連する2つの節を、より大きなやまを生むために、その構造を反転させる修辞技法のこと。つまり、2つの節は逆転したパラレリズムで表される。交錯配列法はとくにラテン語文学で人気があり、テキスト中のバランス、順序をはっきり表現するために使われた。聖書のギリシア語・ヘブライ語のテキストにも長文で複雑な交錯配列法が多数含まれている。

## 概略
今日、交錯配列法は「交差する」構造に対して幅広く適用されている。しかし、古典修辞学では交錯配列法は、類似した他の修辞技法、たとえば倒置反復法と区別されてきた。古典修辞学における「交錯配列法」という言葉は、同じ語や句の「繰り返し」ではない、文の文法的構造または概念を逆転させる構造に対して用いられた。交錯配列法の概念は物語や劇のモチーフにも適用されたことがあり、そうして生まれたのがChiastic structureである。
簡単な交錯配列法の要素はしばしば「ABBA」形式と呼ばれる。「A」「B」は文法、語、意味に該当する。

## 意味の逆転した交錯配列法
But O, what damned minutes tells he o'er
Who dotes, yet doubts; suspects, yet strongly loves.
（おゝ、何て淺ましい月日を送るこッてせう、其女に惚れてゐて、疑つて、危んで、 しかも尚ほ可愛がらずにやゐられないやうな男は！（坪内逍遥訳））
-- ウィリアム・シェイクスピア『オセロ』3.3
2行目の「dotes」と「strongly loves」は同じ意味（愛）を分け合い、「doubts」「suspects」（ともに「疑う」）を取り囲んでいる。愛（A）、疑う（B）とすると、「ABBA」の構造になる。

## 文法の逆転した交錯配列法
By day the frolic, and the dance by night.
（昼間はお祭騒ぎ、踊りは夜に）
-- サミュエル・ジョンソン
- Swift as an arrow flying, fleeing like a hare afraid...

（早いは矢のように飛ぶこと、逃げることは野ウサギのように恐れて）形容詞+直喩+動名詞の節に、動名詞+直喩+形容詞の節が続く。構造的には「ABCCBA」になる。

### ラテン語の交錯配列法
交錯配列法は黄金詩行（Golden line）の代用形式としてラテン語詩でよく使われたが、それ以上に散文の中に見付けることができる。
| visceribus | atras  | pascit | effossis | aves |
| A          | b      | V      | a        | B    |
| 名詞       | 形容詞 | 動詞   | 形容詞   | 名詞 |

-- セネカ『テュエステス』10
キケロの『詩人アルキアース弁護』（Pro Archia Poeta）に使われた交錯配列法はかなり複雑で、「ABbbbBaaaA」（動詞・主格・奪格・奪格・奪格・主格・（間接的平叙文の中の関係節）・不定詞の動詞句・不定詞の動詞句・不定詞の動詞句・動詞）という構造になっている。
Adest vir summa auctoritate et religione et fide, M. Lucullus, qui se non opinari sed scire, non audisse sed vidisse, non interfuisse sed egisse dicit.
小プリニウスも書簡の中でしきりに交錯配列法を使っている。次に挙げるのは叔父で義父の大プリニウスの死について書かれた手紙で、他人を救うため危険な場所に進んでゆく大プリニウスを叙述したものである。
festinat illuc unde alii fugiunt
ここで小プリニウスは、動詞の「festinat」（急いだ）と「fugiunt」（逃げていた）を交錯配列法の外側に、副詞の「illuc」（そこへ）「unde」（どこから）を真ん中に置いている。（つまり「（彼は）他人がそこから逃げていたところへ急いだ」という意味になる）

## 倒置反復法と同義の交錯配列法
次に挙げるものは、交錯配列法の例として現代の注釈者たちがよく引用するものだが、古典修辞学では倒置反復法（Antimetabole）と定義されるものである。
- I know what I like, and I like what I know.（私は自分が好きなものはわかっているし、私はわかっているものが好きである）

交錯配列法は、有名な表現への言及を暗黙のうちに含ませることもできる。
Time's fun when you're having flies.
-- カーミット。ことわざ「Time flies when you're having fun」の交錯配列法。
交錯配列法は語の変換に限定されない。文字または音節の変換を含むこともできる。
I’d rather have a bottle in front of me than a frontal lobotomy.
-- トム・ウェイツ
reversible raincoat sentencesとは、Calvin Trillinが導入したくだけた交錯配列法の用語で、とくに政治演説作家の中で使われている。